# Brigadna bojna skupina Stryker
Brigadna bojna skupina Stryker  (angleško Stryker Brigade Combat Team; kratica SBCT) je tip mehanizirane brigadne bojne skupine, ki jo je razvila Kopenska vojska Združenih držav Amerike.

## Zgodovina razvoja
Velika pogostnost skupnih kontingentnih operacij v 90. letih 20. stoletje (rezultat globalne nestabilnosti in napetosti v po času po koncu hladne vojne in zmanjševanje ameriških oboroženih sil je razkrila območje, na katerem bo morala delovati Kopenska vojska Združenih držav Amerike s hitrim odzivom na nastale krize. Tako je leta 1999 ASPG naložil KOV ZDA, da vzpostavi sistem za bolj strateško odzivanje; tako so začeli delati na razvoju STRIKE FORCE (udarne sile).
V ta namen so morali spremeniti strukturo kopenske vojske, tako da so ustanovili enote za hitro posredovanje z organiziranjem Task Force, ki bi združevala različne rodove kopenske vojske: AC/RC, specialne sile, regularne pehotne enote, mehanizirane enote in lahke enote. 
Udarna sila bi morala biti zmožna delovati globalno s sestavo, ki bi združevela bojne, bojno podporne in zaledne enote, ki bi bile zmožne opravljati strateške hitroposredovalne operacije v podporo skupnih kontingentov. Zmožna opravljati vse naloge v kriznih situacijah je Udarna sila namenjena za opravljanje manjših kontingentnih operacij ter zmanjšati ali odpraviti krizo s sodelovanjem z vojaškimi, skupnimi, mednarodnim in medagencijskimi silami; prav tako lahko podpira ključne ofenzivne ali defenzivne operacije in izvaja humanitarne akcije. Prav tako poveljstvo Udarne sile služi kot osnova za razvoj novih formacij.
Oktobra 1999 je Načelnik Generalštaba Kopenske vojske ZDA general Eric Ken Shinseki objavil, da bo KOV ZDA vzpostavila dve tehnološko razviti, hitroposredovalni in bojni brigadi v Fort Lewisu, z znanjem, ki ga je razvila Force XXI in privatni oborožitveni sektor (industrija). Težka gosenična vozila (tanki in oklepni transporterji) bodo bila nadomeščena z lažjimi, hitrejšimi, bolj uporabnimi kolesnimi oklepnimi vozili. Celotna brigadna bojna skupina bi morala biti zmožna posredovati kjerkoli na svetu v 96 urah po vzletu iz matične baze, divizija v 120 urah in pet divizij v 30 dneh. Ti dve začetni brigadi bosta bili zgrajeni na konceptu Udarne sile, z glavnim poudarkom na zmožnostjo hitrega posredovanja, kot bojna modularna sila za operacijske naloge kjerkoli na svetu. 
Prvi dve začetni brigadni bojni skupini (angleško Initial Brigade Combat Teams; kratica IBCT) vmesne sile (angleško Interim Force; pokriva vse IBCT) sta bila ustanovljeni v Fort Lewisu (Washington) z reorganizacijo 3. brigade 2. pehotne divizije in 1. brigade 25. pehotne divizije. Skupaj naj bi ustanovili 6 ICTjev, od katerih bi bila ena v rezervi; večina naj bi delovala na področju Pacifika.
Vmesna sila naj ne bi bila sila za zgodnje posredovanje (angleško Early-entry Force), ampak formacija, ki bi zapolnila vrzel med silami za zgodnje posredovanje (po navadi specialne sile) in težjimi enotami, ki pridejo pozneje (npr. oklepne enote); v tem času mora imeti dovolj ognjene moči, mobilnosti ter prilagodljivosti na vse možne situacije. 
Šole Poveljništva Kopenske vojske ZDA za usposabljanje in doktrino so razvile novo doktrino in postopke usposabljanja za IBCT. Nekaj usposabljanja bo v obliki simulacij preko izobraževalnega sistema kopenske vojske na daljavo. V razvoju je tudi šolski sistem za podčastnike in častnike ter izobraževanje za učenje delovanja enot. 
Med razvojem prihodnjega bojnega sistema bodo IBCT opremljene z vmesnimi oklepnimi vozili (angleško Interim Armored Vehicles); tako da bo cena za opremo, izobraževanje ter orožje ene IBCT narasla do 1.5 milijarde $. Sprva so IBCT delovala z oklepnimi vozili, ki so se jih izposodili v tujini kot nadomestek za prihajajoče vmesne oklepne vozila.
Kopenska vojska Združenih držav Amerike načrtuje, da bo celotena Vmesna sila usposobljena med 2008 in 2012; do takrat naj bi pridobili vso potrebno tehnologijo za IBCT. Med to novo tehnologijo je tudi nadomestilo za 70-tonski tank M1 Abrams, ki naj bi imelo isto ognjeno moč in odpornost kot tank, toda z težo le 20 ton (pozno 2005, zgodaj 2006 naj bi proizvedli tako vozilo za testne potrebe). 
SBCT je polno zmogljiva, kolesna bojna sila, ki se lahko uporabi v vseh operacijskih okoljih proti vsem možnim grožnjam. Toda zasnovana je bila primarno za uporabo v manjših kontingentnih operacijah v težkih in urbanih naseljih v kriznih situacijah (manjše in srednje intenzitete), v katerih bi izvajali konvencionalno in asimetrično bojevanje. IBCT hitro posreduje, izpelje hitri vstop v krizno področje in izvaja operativne naloge neposredno od pristanka naprej z namenom preprečiti, omejiti, stabilizirati ali končati konfliktno situacijo z uporabo kratkih, a natančnih operacij. Tako sodeluje v vojni kot podrejeni maneverski del divizije oz. korpusa.
SBCT je divizijska brigada. Zasnovana je, da izkoristi organizacijsko uporabnost in da uskladi tradicionalne koncepte ognjene oči, mobilnosti in preživetje s koncepti hitrega posredovanja, razporeditve, minimalne navezanosti na območje. Največji prednosti SBCT sta visoka mobilnost (strateška, operacijska in taktična) in zmožnost opravljanja natančne pehotne akcije). 
Da doseže prag hitrega posredovanja, SBCT uporablja vozila na isti osnovi (visokomobilno, srednje težko, bojno in/ali 
nosilec oborožitvenih sistemov) z minimalizacijo osebja in logistične podpore. Tako IBCT ima v sestavi okoli 3.500 vojakov, ki se vkrcajo v letala tako, da lahko neposredno po pristanku začnejo izvajati bojne naloge.

## Bojna uporaba
Trenutno obe operativni SBCT sodelujeta v operaciji Iraška svoboda.

## Struktura in organizacija
- poveljstvo in prištabna četa
- pehotni bataljon
pehotna četa
pehotni vod
pehotni vod
pehotni vod
minometni oddelek (81 mm)
MGS vod
ostrostrelska ognjena ekipa
pehotna četa
pehotna četa
- pehotni bataljon
- pehotni bataljon
- konjeniški RSTA bataljon
- poljski artilerijski bataljon
- protitankovska četa
- inženirski bataljon
- komunikacijska četa
- vojaška obveščevalna četa
- brigadni podporni bataljon

## Seznam SBCT-jev
- 3. brigada, 2. pehotna divizija (ZDA) (operativna)
- 1. brigada, 25. pehotna divizija (ZDA) (operativna)
- 172. pehotna brigada (samostojna) (operativna)
- 2. oklepni konjeniški polk (lahek) (v postopku reorganizacije)
- 2. brigada, 25. pehotna divizija (ZDA) (v postopku reorganizacije bo 2006)
- 56. brigada, 28. pehotna divizija (ZDA) (v postopku reorganizacije bo med 2008 in 2010)